# Гуань Даошен
Гуань Даошен (管道升, 1262 —1319) — китайська художниця, каліграфка та поетеса часів династії Юань.

## Життєпис
Народилася 1262 року в Хучжоу. Про її молоді роки мало відомо. 1289 року вступила в шлюб з відомим художником Чжао Менфу. Згодом разом із чоловіком переїхала до столиці імперії юань Даду. 
Тут вона займається не лише домашнім господарством, а вдосконалює художню, каліграфічну майстерність, починає складати вірші. Домагається визнання як живописиця та каліграфка при імператорському дворі. Її великим шанувальником був імператор Аюрбарібада. 
Народила двох дітей: Чжао Юн (1298—д/н) та Чжао І (д/н).
Померла Гуань Даошен 1319 року у Даду, віці 58 років після тривалої хвороби.

## Творчість
Працювала у жанрі «квіти та птахи», але здебільшого у виді цього жанру під назвою «живопис бамбука». Основними темами її картин є бамбук та слива. Втім, серед картин є сувої із зображенням людей, портрети. Найвідомішим серед них є сувій «Поетеса Су Жолань».
Свої вірші Гуань Даошен прикладала до картин. У них вона проявляє турботу про чоловіка і дітей в гумористичній манері. Вона написала вірш під назвою «Пісня про мене і тебе» у відповідь на бажання свого чоловіка мати наложниць, що було звичайною практикою в Китаї того часу, особливо для тих, хто працював в уряді або високопоставлених офіцерів. Перед смертю вона написала вірш «Заміжня любов». Згодом її чоловік знайшов цей вірш і вирішив не одружуватися втретє.
Використовуючи в поезії й малюнку стилі, характерні для чоловіків, Гуань Даошен приділяла увагу тому, щоб зберегти свій стиль та індивідуальність.

## Галерея

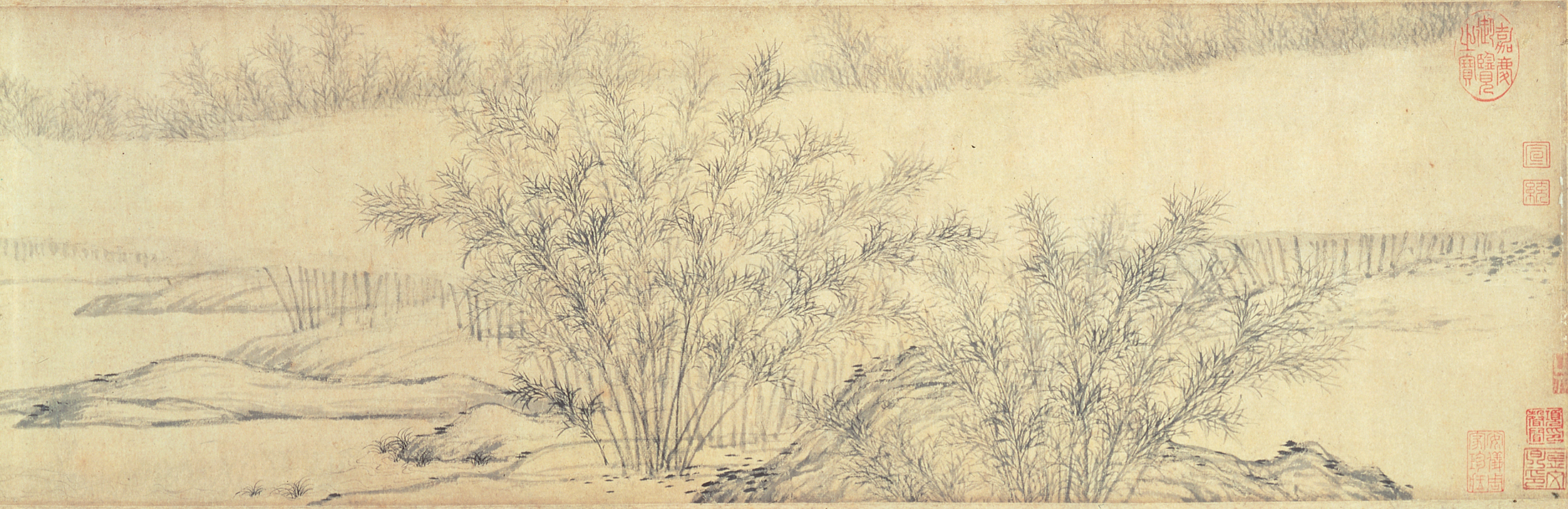
Бамбукові гаї під час туману та дощу, 1308
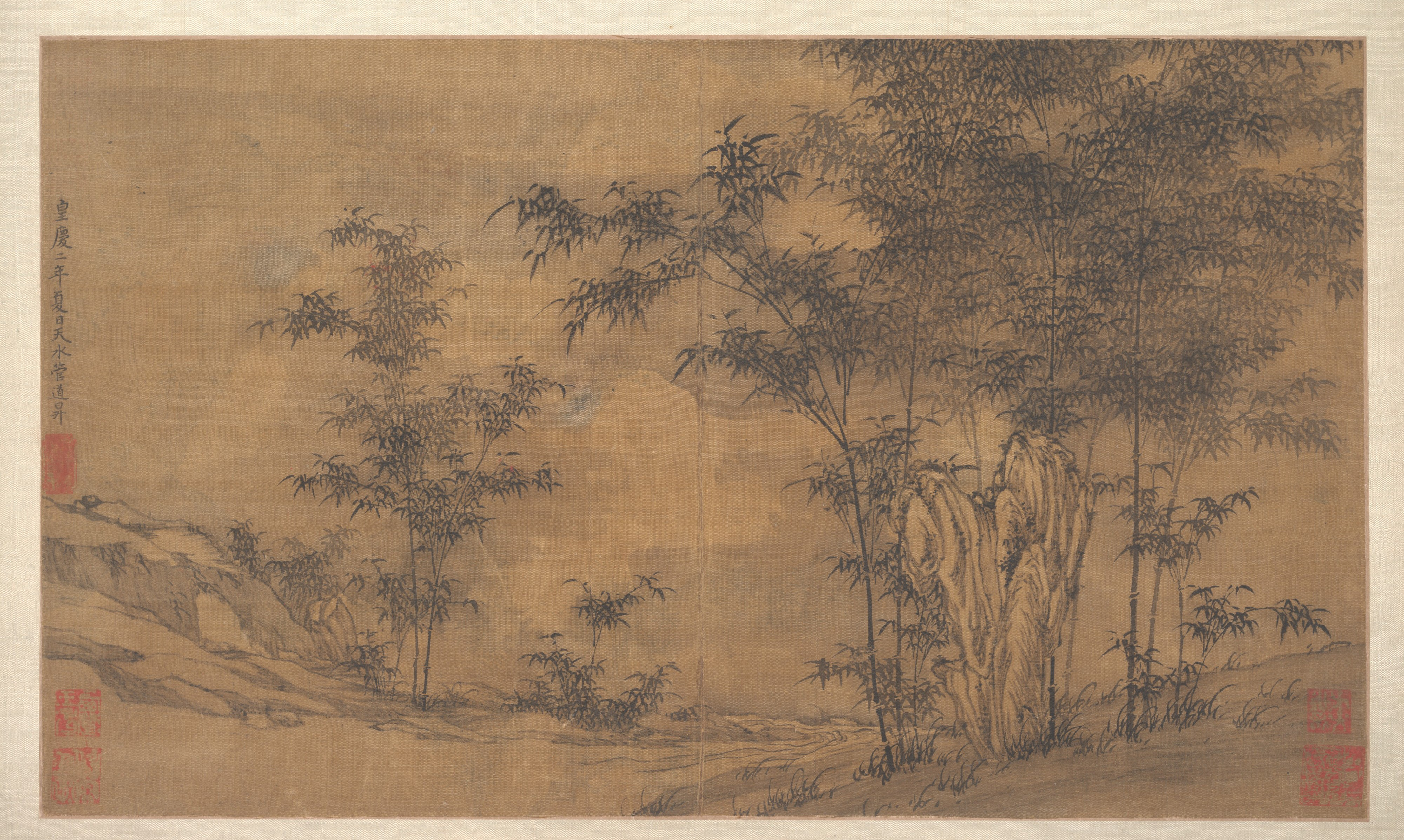
Невідомий художник. Натхнено творчістю Гуань Даошен
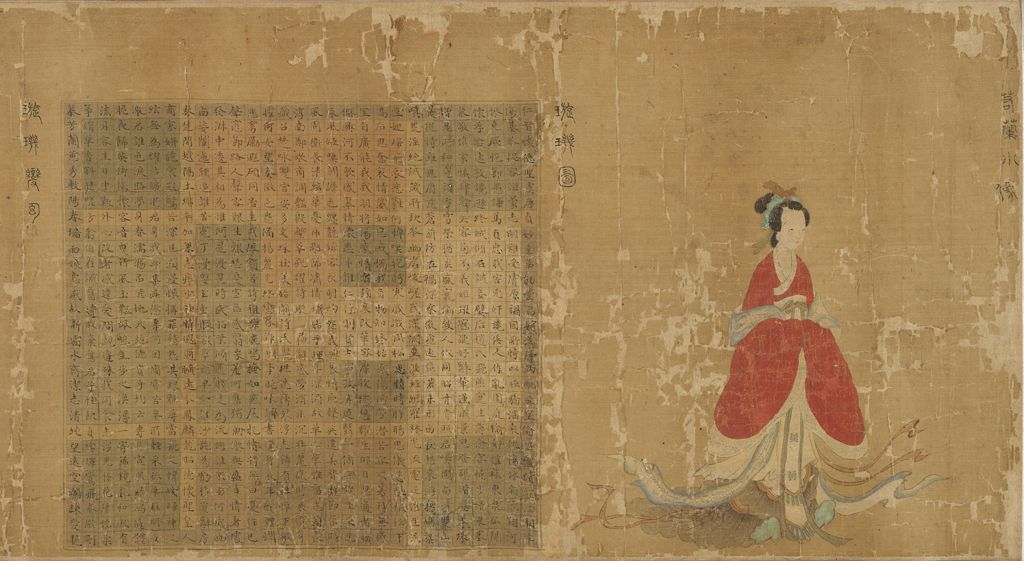
Портрет леді Су Хуей з паліндромом у стилі Чжу Шучжен (копія за картиною династії Юань), з частини більшого ручного сувою. Традиційно приписується Гуань Даошен
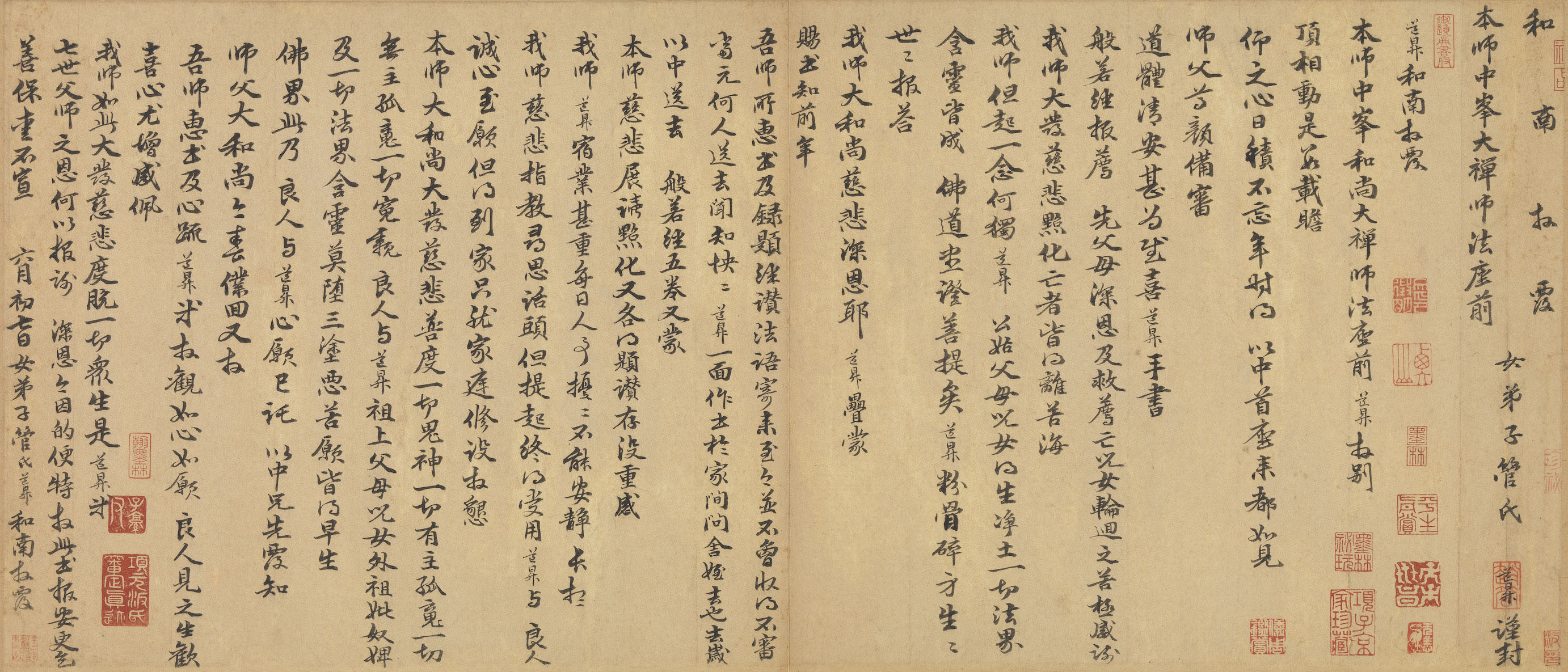
Лист Гуань Даошен до Аббота Жонфан